# Mallaig
Mallaig (gaélico escocés: Malaig) es un puerto en Lochaber situado en la costa noroeste de las Tierras Altas de Escocia. La estación de tren del barrio que se llama Mallaig termina la Línea Oeste de las Tierras Altas (sucursal Fort William & Mallaig), que fue completada en 1901 y la aldea une a Fort William con la carretera A830, también conocida como "The Road to the Isles" que se traduce en "La Carretera a las Islas" de la lengua inglés.

## Historia y Ahora
La aldea de Mallaig fue fundada en los años 1840 cuando el Señor Lovat, el dueño del Estado de Morar del Norte dividió el ferme Mallaigvaig en diecisiete sectores de tierra y animó a sus arrendatarios a mudarse al lado oeste de la península y cambiar sus ocupaciones por la pesca. La población y la economía local se expandieron rápidamente en el siglo XX con la llegada del ferrocarril. Transbordadores operados por Caledonian MacBrayne y Bruce Watts Sea Cruises navegan desde el puerto hasta Armadale, una aldea situada en la Isla de Skye, también hasta Inverie en Knoydart, y hasta las islas de Rum, Eigg, Muck y Canna. Mallaig es el principal puerto de pesca comercial en la costa oeste de Escocia, y durante la década de 1960 fue el puerto de arenque más activo en Europa. Mallaig se enorgullecía de sus famosos arenques ahumados de forma tradicional, pero hoy solo queda un ahumadero tradicional, Jaffy and Sons. Mallaig y sus alrededores es una zona popular para las vacaciones.
La mayoría de la comunidad habla el inglés con una minoría hablando ambos inglés y el gaélico escocés, y para los que quieren aprender la asignatura, el gaélico aún se enseña en las escuelas.